# Національна премія України імені Тараса Шевченка — лауреати 2004 року
Національні премії України імені Тараса Шевченка в галузі літератури, журналістики, мистецтва і архітектури 2004 року були присуджені Указом Президента України від 5 березня 2004 р. № 284 за поданням Комітету по Національних преміях України імені Т. Г. Шевченка. Розмір Національної премії України імені Тараса Шевченка склав сто тисяч гривень кожна.

## Список лауреатів
| Галузь                           | Лауреат                                      | Обґрунтування                                                            |
| -------------------------------- | -------------------------------------------- | ------------------------------------------------------------------------ |
| Література                       | Слапчук Василь Дмитрович, поет               | за книги віршів «Навпроти течії трави» і «Сучок на костурі подорожнього» |
| Образотворче мистецтво           | Якутович Сергій Георгійович — художник       | за цикл графічних творів останніх років                                  |
| Концертно-виконавська діяльність | Юрченко Людмила Володимирівна — артистка     | за вокальні партії в оперних виставах                                    |
| Теорія та історія мистецтва      | Барабаш Юрій Якович — літературознавець      | за монографію «Коли забуду тебе, Єрусалиме…». Гоголь і Шевченко"         |
| Кінематографія                   | Буковський Сергій Анатолійович — кінорежисер | за документальний телесеріал «Війна. Український рахунок»                |